# Bab edh-Dhra

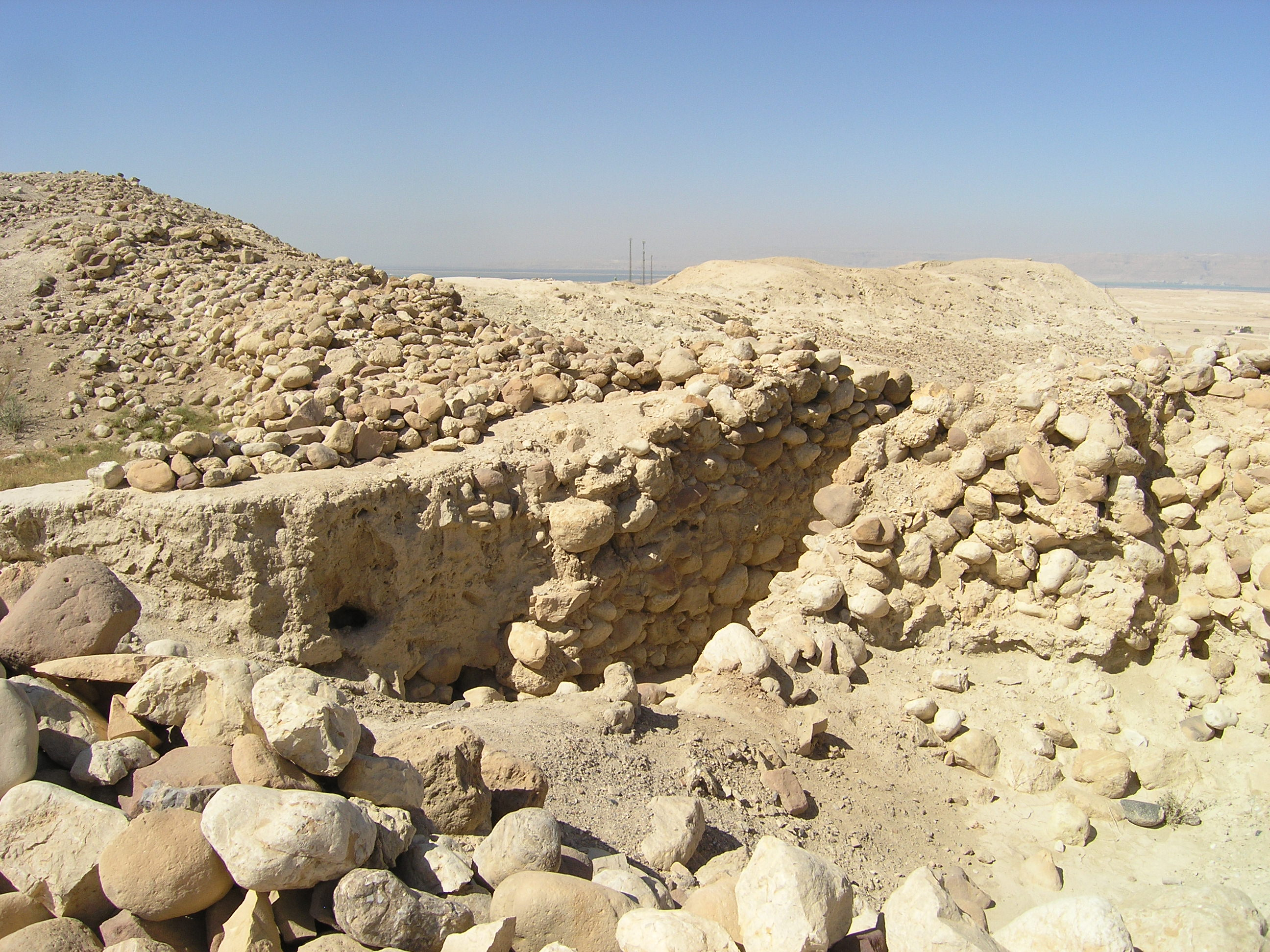
Reste der Stadtmauer

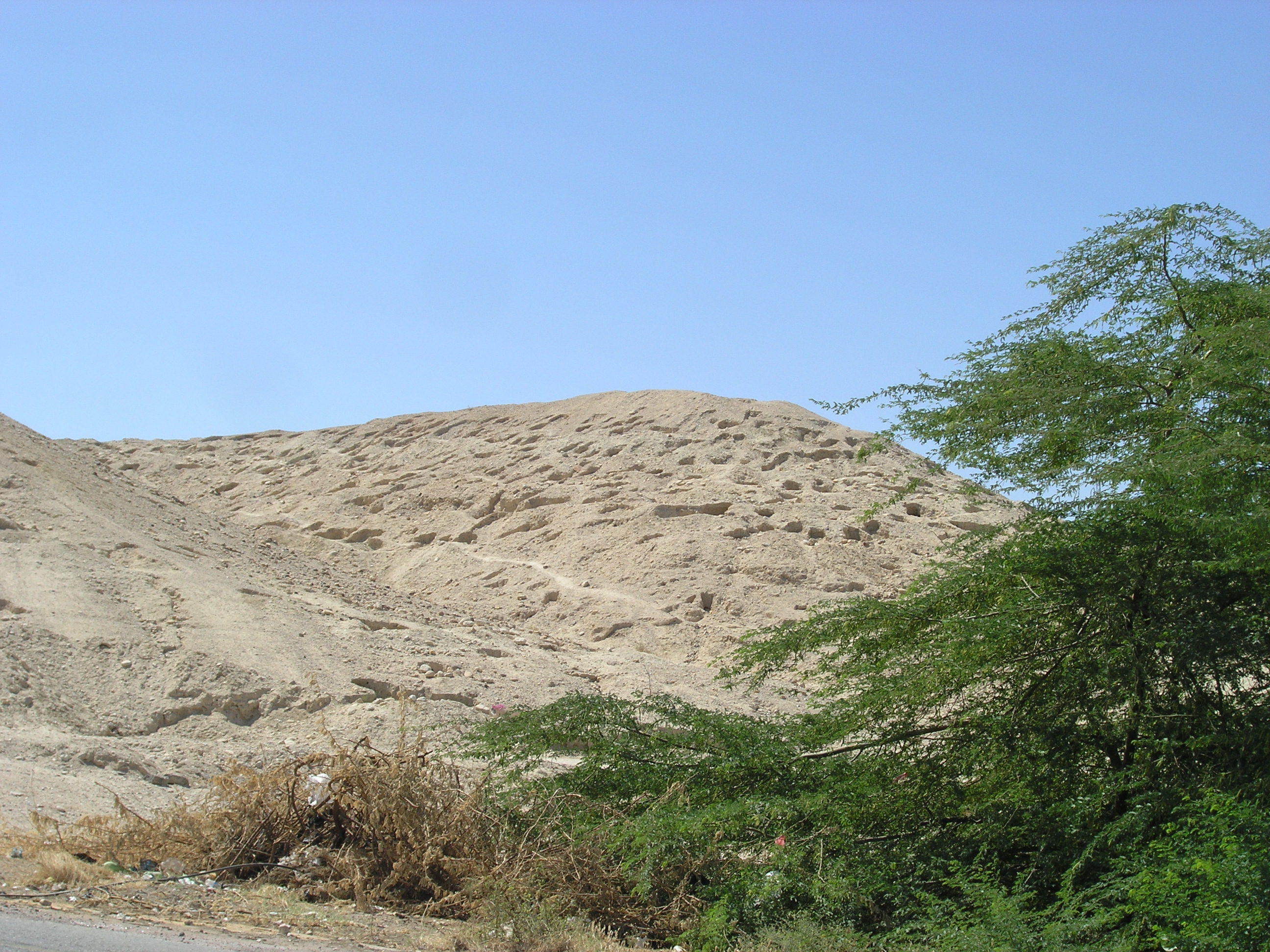
Hügel mit Schachtgräbern

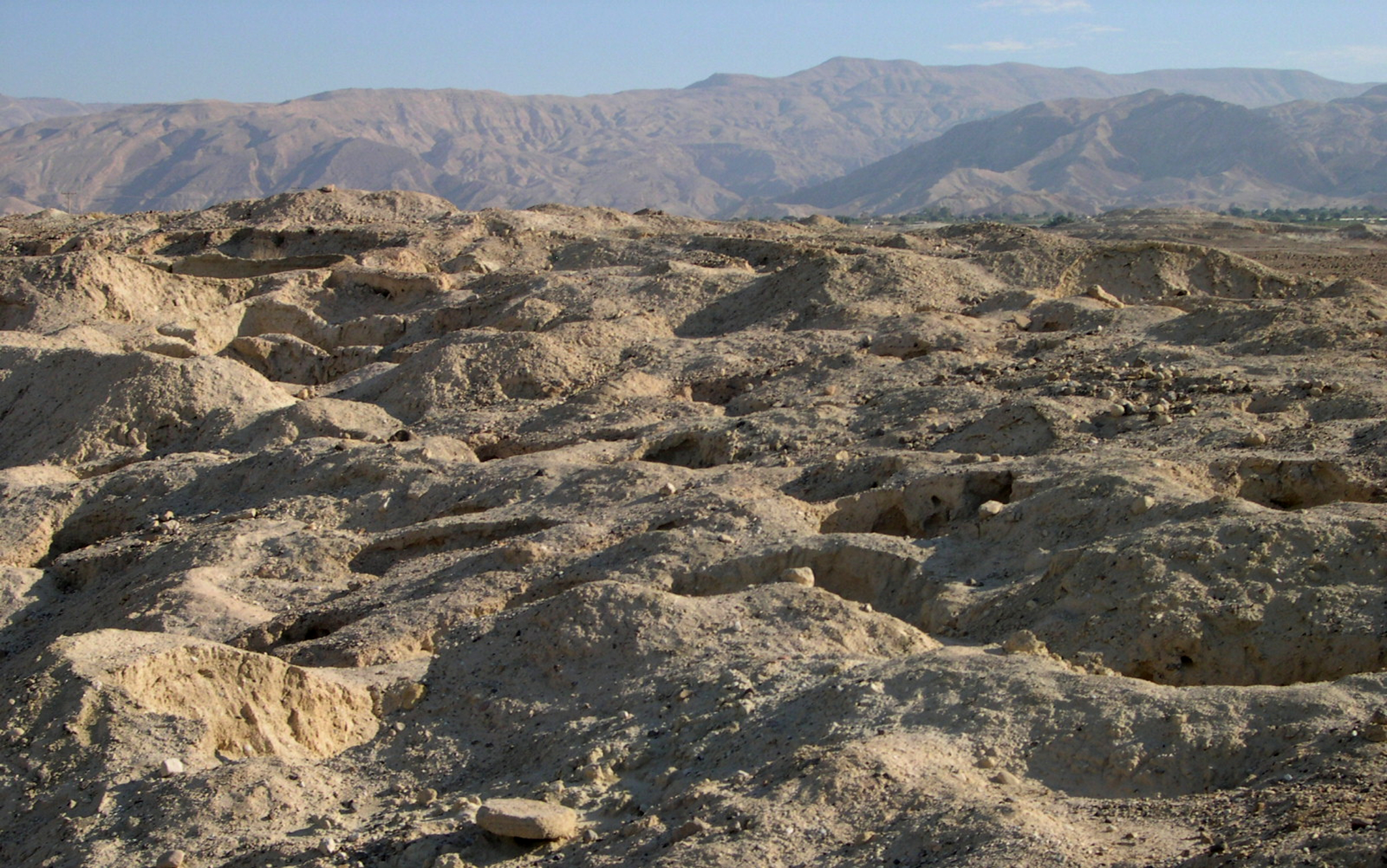
Schachtgräber

Bab edh-Dhra ist der moderne Name einer archäologischen Fundstätte am südöstlichen Ende des Toten Meeres im heutigen Jordanien, nahe der Lisan-Halbinsel. Der Ort war möglicherweise Ausgangspunkt für die Legendenbildung um den biblischen Ort Sodom.
Der Ort war während der Frühbronzezeit rund 1000 Jahre lang besiedelt und hatte damals durch die Lage am Ausgang des Wadi Karak, das von Karak herab führt, eine dauerhafte Wasserversorgung. Mehrere Siedlungsphasen und Reste einer massiven Stadtbefestigung konnten gefunden werden. Unweit des Ortes liegen mehrere große Gräberfelder mit ca. 20.000 Schachtgräbern, von denen bisher nur wenige archäologisch untersucht sind. Tausende weiterer – zum großen Teil beraubter – Gräber liegen in der Ebene Richtung Südwesten.

## Forschungsgeschichte
Schon im 19. Jahrhundert erkannten Forscher Ruinen in der Gegend von Bab edh-Dhra. Erst bei Oberflächen-Untersuchungen von 1924 unter Leitung von William Foxwell Albright wurde das ummauerte Areal der Stadt aus dem 3. Jahrtausend v. Chr. entdeckt. Reguläre Ausgrabungen fanden 1965–1967 unter Paul Lapp statt, der 1970 unerwartet verstarb. Zwei seiner Mitarbeiter, Walter E. Rast und R. Thomas Schaub, übernahmen die Verantwortung für die Schluss-Publikation der Ausgrabungen und unternahmen 1973 noch einen Survey, wobei sie vier weitere frühbronzezeitliche Orte fanden (Numeira, Safi, Feifeh und Khanazir).
Um die Bezüge zwischen den Orten zu erforschen, begründeten Rast und Schaub das Projekt „Expedition to the Dead Sea Plain“.
Sie führten zwischen 1975 und 1981 vier weitere Ausgrabungskampagnen in Bab edh-Dhra durch. Dabei wurden 33 Schachtgräber und vier Totenhäuser ausgegraben.

## Besiedlungsphasen
In der Region um Bab edh-Dhra wurden Überreste aus der mittleren und jüngeren Altsteinzeit, der Jungsteinzeit und der Kupfersteinzeit gefunden.

### Frühbronzezeit IA (etwa 3200 – 3100 v. Chr.)
Aus der Frühbronzezeit IA sind bei den Grabungen in Bab edh-Dhra von 1956 bis 1981 rund 60 Schachtgräber untersucht worden. Die Querschnitte der Schächte sind in der Regel rund bis oval, nur vereinzelt rechteckig. Unten öffnen sich seitwärts ein bis mehrere (bis zu fünf) Grabkammern, die jeweils mehrere Bestattungen und wechselnde Keramikinventare bergen. Die Kammern variieren in der Form von rund bis eckig mit einem Durchmesser von 1,5 bis 2,5 Metern. Die flachen, leicht gerundeten bis gewölbten Decken haben eine Höhe von 0,75 bis 1,25 Metern.
Nur in wenigen Fällen liegen die Skelette im natürlichen Gelenkverbund. Meist sind die Knochen in der Mitte des Kammer aufgeschichtet und die Schädel liegen – von Eingang gesehen – links davon in einer Reihe. Diese Anordnung weist auf Sekundärbestattungen hin, auch wurden unter den Knochen oft Reste von Matten gefunden. Bei der Keramik überwiegen die handgemachten Gefäße: weite tiefe Schalen, große Krüge mit Leistenhenkeln, mittlere und kleine mit Ösenhenkeln. Das meiste ist Feinkeramik mit dünner Wandung und einem orange-roten, polierten Überzug. Als Dekoration zieht sich häufig eine Linie eingedrückter Punkte unterhalb der Öffnung um das Gefäß. Weitere Beigaben sind Keulenköpfe, Muschelarmreife, Steinkrüge, Schmuckperlen, ungebrannte Tonfigurinen sowie selten Kleidungsstücke und hölzerne Objekte.
Nur geringe Reste zeitgleicher Besiedlung wurden an einigen Stellen gefunden, sie deuten auf eine temporäre oder saisonale Anwesenheit der Bewohner hin. Im Zusammenhang mit den Zeichen für Sekundärbestattungen schließen die Ausgräber, dass in dieser Phase der Ort von nomadisierenden Hirtenstämmen von Zeit zu Zeit aufgesucht wurde, um die Gebeine der Verstorbenen an einem gemeinsamen Platz zu bestatten.

### Frühbronzezeit IB (etwa 3100 – 2950 v. Chr.)
In der Frühbronzezeit IB etablierte sich in Bab edh-Dhra eine dörfliche Struktur. Davon zeugen an vielen Stellen die materiellen Funde und Siedlungshorizonte auf dem untersten Stratum, direkt über dem natürlichen Kies und Mergel. Stellenweise wurden Steinfundamente, Reste von Lehmziegelmauerwerk und Ascheanhäufungen vorgefunden.
In der Bestattungskultur gibt es Kontinuität und Neuerung. Aus der Frühbronzezeit IB wurden vier Schachtgräber mit ähnlicher Ausstattung wie in der Frühbronzezeit IA ausgegraben. Zwei Oberflächengräber waren direkt über älteren Schachtgräbern angelegt. Zwei runde Totengebäude aus Lehmziegeln stehen für die  markanteste Änderung der Bestattungsbräuche. Ihr Durchmesser beträgt 3,5 bis 3,7 Meter, der Eingang ist jeweils von Orthostaten flankiert, die einen Türsturz tragen. Von der Türschwelle geht es hinunter auf den Kammerboden. Die letzte Bestattung liegt im Gelenkverbund und die früheren waren zur Seite geschoben worden. So wurden die Häuser über längere Zeit genutzt. Das eine von beiden zeigt starke Brandspuren und enthält Schädel, die Verletzungen von einer scharfen Waffe aufweisen. Dies und die durchgehenden Ascheschichten auf dem Siedlungshorizont lassen auf ein gewaltsames Ende dieser Phase schließen.

### Frühbronzezeit II (etwa  2950 –  2640 v. Chr.)
Die ersten Zeichen einer aufkommenden städtischen Kultur erscheinen in der Frühbronzezeit II. Eine Ummauerung definierte das Stadtgebiet, in dem die Bevölkerung anwuchs. Die beiden höchsten Areale im Südwesten und Nordosten wurden als öffentliche Flächen genutzt. Im Südwesten mit Blick über das Tote Meer wurde ein Breitraum-Heiligtum (12 × 6 m) ausgegraben. Fünf  Säulenbasen entlang der Raummitte zeigen die Position von großen Holzsäulen an, die das Dach trugen. Auf der höchsten Stelle im Nordwesten mit Blick über das Wadi Karak stand ein großes Gebäude mit mindestens vier Räumen. Aufgrund der Lage, da es keine Haushaltskeramik enthält und weil mehrere Räume mit umlaufenden gemauerten Bänken ausgestattet sind, wird es als administratives Zentrum gedeutet.
Zur Mitte der Stadt hin sind die Wohn- und Werkstatt-Bereiche mit meterdicken Schichten von Kulturabfällen assoziiert. In einem Hof wurden ein tiefes mit Lehm verputztes Getreidesilo und Reste von zwei Holzbottichen gefunden.
Bei den Bestattungen zeigte sich eine Kontinuität gegenüber der Frühbronzezeit IB mit einer großen runden Bestattungskammer, die Keramik der Frühbronzezeit II enthielt und einem runden Totenhaus aus Lehmziegeln mit Kraggewölbe. Es wurden in dieser Phase auch die ersten rechteckigen Totenhäuser gebaut, die bei der Auffindung sowohl Keramik aus der FBZ II als auch spätere Ware der FBZ III  enthielten.

### Frühbronzezeit III (etwa 2640 – 2250 v. Chr.)
In der Frühbronzezeit III entwickelte sich die Stadt zu ihrem Höhepunkt, sie wurde mit einer bis zu sieben Meter breiten Mauer umschlossen. Die auf einem Steinfundament ruhende Lehmziegelkonstruktion wurde auf drei Seiten nachgewiesen, am steilen Nordhang ist sie weitgehend erodiert. Das Haupttor im Westen ermöglichte den Zugang zu einem Platz, der vom Heiligtum im Süden überragt wurde. Es war zu Beginn der Frühbronzezeit III auf den Fundamenten des Vorgängerbaues mit geänderter Innenausstattung neu errichtet worden.
Innerhalb der Stadt wurden drei Hauptbauphasen unterschieden, die jeweils fundamentale Änderungen zeigten,  wobei die letzte Phase in der Qualität nachließ.
In dieser Zeit wurden die Verstorbenen meist in rechteckigen Totenhäusern beigesetzt. Neun davon wurden insgesamt ausgegraben. Die Eingänge auf der Längsseite waren immer von großen Orthostaten flankiert. Die Größe der Häuser bewegt sich zwischen 2,80 × 4,80 und 7,50 × 15 Metern. Sie waren über längere Zeit im Gebrauch, wobei die Gebeine der vorherigen Bestattung jeweils zur Wand geschoben wurden. Die Keramik umfasst eine Vielfalt von Formen: flache Schalen und Teller, Näpfchen und Öllampen, Krüge und Tassen, auch in Miniaturformen.
Mehrere der Totenhäuser scheinen gleichzeitig belegt worden zu sein, sodass die Frage nach der Unterscheidung sozialer Gruppen auftritt. Als Beleg für eine soziale Oberschicht mag das größte der Häuser dienen, in dem einige goldene Schmuckstücke gefunden wurden. Typische Funde sind ansonsten Bronzemesser, gebogene Äxte, Schieferpaletten, hölzerne Kämme, Kleidungsstücke, auch aus feinem Leinen, und verschiedene Perlen und Muscheln als Schmuck.
Die ummauerte Stadt nahm etwa 4,5 ha ein und bot mit etwas Umland Patz für 600 bis 1000 Einwohner. Die Wasserressourcen und das Ackerland ermöglichten eine gute Versorgung mit Feldfrüchten. Nachgewiesen wurden in den Strata: Einkorn, Emmer, Gerste, Weizen, Weintrauben, Oliven, Feigen, Kichererbsen, Linsen, Pistazien und Mandeln.
Die Größe der gefundenen Leinsamen lassen auf  Bewässerungsanbau schließen. Webgewichte, die in der Stadt gefunden wurden, und größere Mengen an Leinen in der Gräbern weisen auf eine lokale Textil-Industrie hin.
Unter der tierische Knochenfunden dominieren Schaf und Ziege, aber auch große Säugetiere wie Esel und Rind sind vertreten.
Lokale Handelskontakte belegen Keramikfunde nur in der Gegend von Numeira. Für Fernhandel sprechen Schieferpaletten, Kämme, Zylindersiegel mit ägyptischen sowie Keramik mit syrischen Formen. Auch zwei Metall-Dolche im syrischen Stil wurden gefunden, wovon einer aus Zinn-Bronze besteht und zu den ältesten „echten“ Bronzegegenständen in der Levante zählt. Im Übrigen sind neben unlegiertem Kupfer Mischungen mit Arsen nachgewiesen, die möglicherweise aus Anatolien kommen, aber in der Zeit überall im Vorderen Orient im Gebrauch waren.
Gegen Ende der Frühbronzezeit III scheint es zu einem Niedergang der Stadt mit mindestens teilweiser Zerstörung gekommen zu sein.

### Frühbronzezeit IV (etwa  2250–2150 v. Chr.)
In der Frühbronzezeit IV war bei Bab edh-Dhra wieder eine offene dörfliche Ansiedlung, eine Besiedlung der alten Stadtfläche war nur in wenigen Bereichen nachzuweisen. Im Norden wurde ein ummauerter zeremonieller Platz mit einem steinernen Altar aufgedeckt. In diesem Bereich fanden sich Dutzende von Tierhörnern und ein Räucherständer.
Bei den beiden ausgegrabenen Schachtgräbern dieser Epoche waren die Schächte mit Steinen ausgekleidet. Sie enthielten in einer einzelnen großen Kammer Bestattungen, teilweise im Skelettverbund, und große Mengen an Keramik der Frühbronzezeit IV. Diese weist nicht mehr die Formenvielfalt der vorherigen Epoche auf. Vielmehr ähnelt sie der Keramik aus Frühbronzezeit IB, was von den Ausgräbern als Zeichen für einfachere Lebensverhältnisse gedeutet wird, die auf den Zusammenbruch der städtischen Strukturen und Handelsverbindungen folgte.
Entsprechend der Auswertung von C14-Daten endete die Besiedlung von Bab edh-Dhra etwa um 2200 v. Chr.